# Buttkrieg

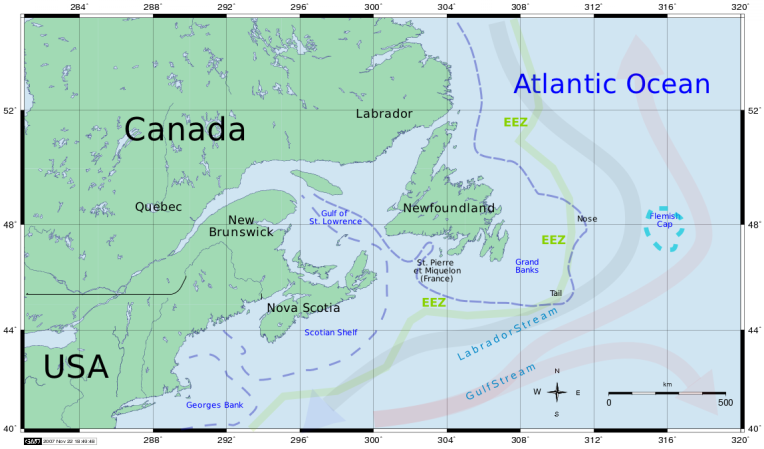
Karte des Nordwest-Atlantiks

Der Buttkrieg, auch Turbot War („Steinbuttkrieg“, von engl. turbot = Steinbutt) genannt, war ein Streit um Fischereirechte zwischen Kanada und Spanien im Jahre 1995.
Kanadas Fischereiminister Brian Tobin ließ von der Küstenwache das spanische Schiff Estai in den Neufundlandbänken außerhalb der 200-Meilen-Grenze aufbringen und nach St. John’s bringen. Der Kapitän wurde angeklagt, illegale Fischereiausrüstung eingesetzt und zu kleine Fische gefangen zu haben. Spanien bezichtigte darauf Kanada der Piraterie und ließ seine Fangflotte durch Kriegsschiffe eskortieren; es kam zu Warnschüssen zwischen den Marinen beider NATO-Staaten.
Das Vereinigte Königreich vermittelte auf der Seite Kanadas und die EU auf Seiten Spaniens. Spanien erhielt schließlich die Estai und den Fischfang zurück, eine Klage Spaniens gegen Kanada vor dem Internationalen Gerichtshof in Den Haag wurde jedoch 1998 abgewiesen. Tobin wurde populär; 1996 wurde er Premierminister von Neufundland und Labrador.

## Hintergrund
Die Fischvorkommen vor Neufundland, das seit 1949 zu Kanada gehört, waren nach 40 Jahren der Überfischung zusammengebrochen. Kanada musste 1992 ein absolutes Fangverbot für Kabeljau erlassen. 1994 wurde eine 200-Meilen-Zone vor den kanadischen Küsten geschaffen. Staaten können, basierend auf einem Übereinkommen von 1982, eine Zone von 200 Meilen (370 km) als Ausschließliche Wirtschaftszone (AWZ) deklarieren. Innerhalb der AWZ kann von dem jeweiligen Land das alleinige Recht zur wirtschaftlichen Ausbeutung einschließlich des Fischfangs beansprucht werden. Die Neufundlandbank, eine Gruppe von Unterwasserplateaus südöstlich von Neufundland, gehörte vor der Überfischung durch Trawler zu den reichsten Fischgründen der Welt. Sie reicht aber an zwei Stellen über die 200-Meilen-Zone Kanadas hinaus. In diesen internationalen Gewässern konnten die Fischbestände von Fischereiflotten anderer Länder weiterhin abgefischt werden. Das gefährdete nach Ansicht der kanadischen Regierung die Bemühungen, dem Kabeljau, dem Steinbutt und anderen Fischarten die Möglichkeit zur Regeneration der Bestände zu verschaffen.
In den Jahren 1972 bis 1976 war es bereits zu fast-militärischen Krisen zwischen Island und Großbritannien gekommen, die als „Cod Wars“ (Kabeljaukriege) bezeichnet werden. In diesen brach Island vorübergehend die Beziehungen zu Großbritannien ab und konnte die Konflikte letztendlich für sich entscheiden. Streitigkeiten um Fischerei- und Hoheitsrechte gab es in den 1980er und 1990er Jahren auch zwischen der DDR und Polen, Kanada und den USA und Frankreich und Großbritannien.

## Weblink
- Buttkrieg. In: The Canadian Encyclopedia. (englisch, französisch).